# Green (Oregon)
Green az Amerikai Egyesült Államok északnyugati részén, Oregon állam Douglas megyéjében elhelyezkedő statisztikai település. A 2010. évi népszámláláskor 7515 lakosa volt. Területe 12,2 km², melyből 0,4 km² vízi.
A településnek két általános iskolája (Green és Sunnyslope Elementary School) van, amelyek a Roseburgi Iskolakerület fennhatósága alá tartoznak.

## Népesség

### 2010
A 2010-es népszámláláskor  7515 lakója, 2763 háztartása és 2061 családja volt. A népsűrűség 636,9 fő/km2. A lakóegységek száma 2979, sűrűségük 252,5 db/km2. A lakosok 93,3%-a fehér, 0,2%-a afroamerikai, 1,8%-a indián, 0,8%-a ázsiai,  1,1%-a egyéb, 2,7%-a pedig kettő vagy több etnikumú. A spanyol vagy latino származásúak aránya 5,8% (4,6% mexikói, 0,1% Puerto Ricó-i,  1,1% egyéb spanyol vagy latino származású.)
A háztartások 31,2%-ában élt 18 évnél fiatalabb. 54,1% házas, 13,9% egyedülálló nő, 5,7% egyedülálló férfi, 26,3% pedig nem család. 20% egyedül élt; 8%-uk 65 éves vagy idősebb. Egy háztartásban átlagosan 2,88 személy élt; a családok átlagmérete 3,02 fő.
A medián életkor 37,1 év volt. Lakóinak 25,4%-a 18 évesnél fiatalabb, 5,7% 18 és 24 év közötti, 26,4%-uk 25 és 44 év közötti, 25,5%-uk 45 és 64 év közötti, 14,6%-uk pedig 65 éves vagy idősebb. A lakosok 49,4%-a férfi, 50,6%-a pedig nő.

### 2000
A 2000-es népszámláláskor   6174 lakója, 2197 háztartása és 1718 családja volt. A népsűrűség 523,2 fő/km2. A lakóegységek száma 2350, sűrűségük 199,2 db/km2. A lakosok 93,94%-a fehér, 0,16%-a afroamerikai, 1,2%-a indián, 0,5%-a ázsiai, 0,13%-a a Csendes-óceáni szigetekről származik, 1,57%-a egyéb-, 2,49%-a pedig kettő vagy több etnikumú. A spanyol vagy latino származásúak aránya 4,41% (3,4% mexikói, 0,1% Puerto Ricó-i,  0,9% pedig egyéb spanyol/latino származású.)
A háztartások 39,5%-ában élt 18 évnél fiatalabb. 59,7% házas, 13,5% egyedülálló nő; 21,8% pedig nem család. 17,9% egyedül élt; 6,4%-uk 65 éves vagy idősebb. Egy háztartásban átlagosan 2,79 személy élt; a családok átlagmérete 3,08 fő.
Lakóinak 30,3%-a 18 évesnél fiatalabb, 8,1% 18 és 24 év közötti, 30,2%-uk 25 és 44 év közötti, 20,9%-uk 45 és 64 év közötti, 10,5%-uk pedig 65 éves vagy idősebb. A medián életkor 33 év volt. Minden 100 nőre 93,1 férfi jut; a 18 évnél idősebb nőknél ez az arány 90,6.
A háztartások medián bevétele 35 660 amerikai dollár, ez az érték családoknál $40 400. A férfiak medián keresete $31 582, míg a nőké $21 984. Az egy főre jutó bevétel (PCI) $15 208. A családok 10,2%-a, a teljes népesség 12%-a élt létminimum alatt; a 18 év alattiaknál ez a szám 15,9%, a 65 évnél idősebbeknél pedig 12,9%.